# Parafia św. Wawrzyńca we Wrocisławicach
Parafia św. Wawrzyńca we Wrocisławicach – znajduje się w dekanacie Środa Śląska w archidiecezji wrocławskiej. Erygowana w XVII wieku.
Obsługiwana przez księży archidiecezjalnych. Jej proboszczem był do 2024 ks. mgr Janusz Głąba RM. Od 2025 funkcję proboszcza  pełni ks. Rafał Kasprzak (w latach 2024-2025 administrator). 

## Parafialne księgi metrykalne
| Księgi metrykalne | Okres ewidencji |
| ----------------- | --------------- |
| chrztów           | 1946 -          |
| ślubów            | 1946 -          |
| zgonów            | 1946 -          |